# Carex dasycarpa
Carex dasycarpa là một loài thực vật có hoa trong họ Cói. Loài này được Muhl. mô tả khoa học đầu tiên năm 1817.